# Balcani, Bacău
Balcani este satul de reședință al comunei cu același nume din județul Bacău, Moldova, România. La recensământul din 2002 avea o populație de 1650 locuitori.